# パブロ・マフェオ
パブロ・カルミネ・マフェオ・ベセラ（Pablo Carmine Maffeo Becerra, 1997年7月12日 - ）は、スペイン・カタルーニャ州サン・ジュアン・ダスピ出身のサッカー選手。RCDマジョルカ所属。ポジションはDF（RSB）。

## 経歴

### クラブ
カタルーニャのサン・ジュアン・ダスピで生まれ育ち、2003年にRCDエスパニョールのカンテラに入団。2013年4月7日、僅か15歳でBチームの試合に出場した。
2013年7月3日、マンチェスター・シティFCに移籍。
2018年5月、VfBシュトゥットガルトへ2023年6月までの5年契約で完全移籍することが発表された。
2019年6月20日、ジローナFCへレンタル移籍で復帰することが発表された。
2020年9月8日、SDウエスカへ2020-21シーズン終了までの期限付き移籍が発表された。
2021年7月7日、RCDマジョルカへ2021-22シーズン終了までの期限付き移籍（買取オプション付き）をした。加入後苦しいチーム状況の中35試合に出場し、同シーズンのリーガ残留に貢献。2022年5月24日にマジョルカへの完全移籍が決定した。

### 代表
2023年11月10日、アルゼンチン代表に初招集された。